# Squatinella lamellaris
Squatinella lamellaris is een raderdiertjessoort uit de familie Lepadellidae. De wetenschappelijke naam van deze soort is voor het eerst geldig gepubliceerd in 1786 door Müller.